# Camiguin
Camiguin là một tỉnh đảo ở Philippines nằm ở biển Bohol, cách 10 km về phía bắc bờ biển của tỉnh Misamis Oriental thuộc Bắc Mindanao. Đây là tỉnh nhỏ thứ hai cả nước cả về diện tích lẫn dân số sau Batanes. Tỉnh lỵ là Mambajao
Cái tên Camiguin có nguồn gốc từ ngông ngữ bản địa "Kamagong", một loài cây gỗ mun mọc nhiều ở gần hồ Maibit ở tỉnh Surigao del Norte. Những người nhập cư đầu tiên đến đảo là người Manobos có nguồn gốc từ vùng Surigao.

## Địa lý
Camiguin được tạo thành từ các hoạt động của núi lửa. Ngọn núi lửa phun trào gần đây nhất là núi Hibok-Hibok vào năm 1953.

## Lịch sử
Ngày 04/07/1946, Philippines được độc lập khỏi Hoa Kỳ và trở thành Cộng hòa Philippines. Hòn đảo Camiguin là một phần của tỉnh Misamis Oriental cho đến năm 1958 khi đảo trở thành một phó tỉnh. Đảo được tách ra làm một tỉnh riêng vào ngày 18/06/1966 nhưng đi vào hoạt động từ năm 1968.

## Nhân khẩu
Người Camiguin còn được gọi là "Camiguingnon". Dân tộc nguyên trú tại Camiguin là "Manobos" đến từ Surigao. Hiện nay, dân số chủ yếu là người có nguồn gốc từ Visayas và ngôn ngữ Visayas cũng như tiếng Cebuano được sử dụng rộng rãi. Một số vẫn nói tiếng Kinamigin, một phương ngữ bản địa tại Camiguin, tương tự như thứ ngôn ngữ được sử dụng tại Surigao. Gần như mọi người đều nói tiếng Anh trôi chảy.

## Hành chính

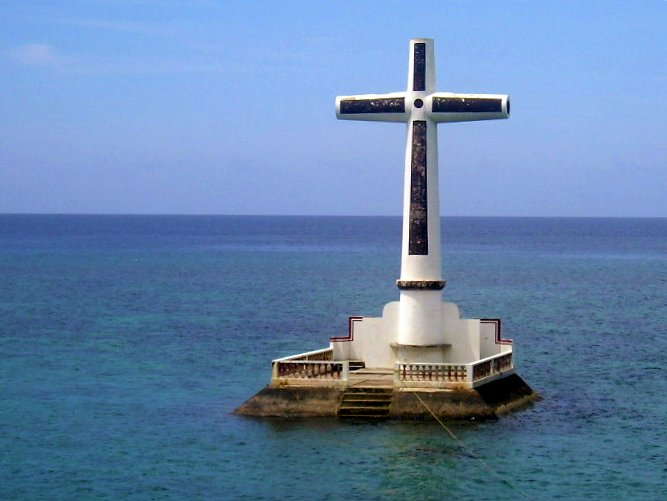
Một nghĩa trang bị chìm dưới biển

Camiguin có 5 đô thị tự trị:
- Catarman
- Guinsiliban
- Manihog
- Mambajao
- Sagay